# Axe de piston (mécanique)

L'axe de piston est une pièce métallique renforcée de forme cylindrique située à l'intérieur du piston et le connectant au pied de la bielle elle-même reliée au vilebrequin.
La rotation du pied de la bielle autour de l'axe du piston est assurée par un roulement à aiguilles ou une bague en bronze.